# Algirdas Saudargas

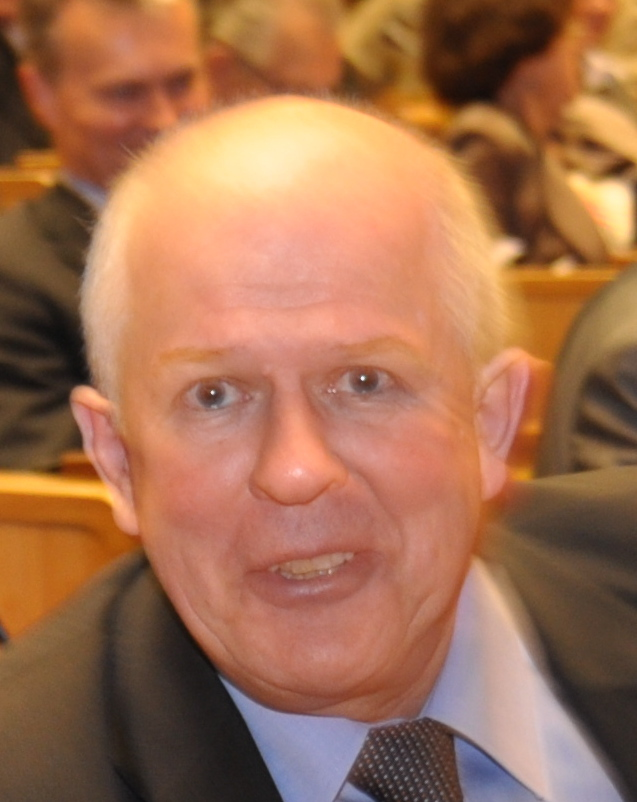
Algirdas Saudargas, 2010

Algirdas Saudargas (* 17. April 1948 in Kaunas) ist ein litauischer konservativer Politiker der Partei Tėvynės Sąjunga – Lietuvos krikščionys demokratai, ehemaliger Diplomat.

## Leben
Nach dem Abitur an der Aleksonis-Mittelschule in Žaliakalnis machte Saudargas 1972 seinen Hochschulabschluss in Biophysik am Medizinischen Institut Kaunas und war danach bis 1977 und 1982–1990 als wissenschaftlicher Mitarbeiter tätig. Von 1977 bis 1982 lehrte er Mathematik an der Lietuvos žemės ūkio akademija.
Von 1995 bis 1999 war er Vorsitzender der Tėvynės Sąjunga. Er gehörte der Seimas von 1990 bis 2004 an. Von 1990 bis 1992 und von 1996 bis 2000 war er Außenminister von Litauen. Ferner war er von 2004 bis 2008 Botschafter der Republik Litauen beim Heiligen Stuhl. Seit 2009 gehört er dem Europäischen Parlament an.
Sein Sohn ist Paulius Saudargas (* 1979), Biophysiker und Politiker.

## EU-Parlamentarier
Saudargas ist in der Fraktion der Europäischen Volkspartei (Christdemokraten).
Mitglied ist er im Ausschuss für konstitutionelle Fragen, in der Delegation im Ausschuss für parlamentarische Kooperation EU-Ukraine und in der Delegation in der Parlamentarischen Versammlung EURO-NEST.
Als Stellvertreter ist er im Ausschuss für Industrie, Forschung und Energie und in der Delegation für die Beziehungen zu Belarus.